# Service de l'achat, de l'innovation et de la logistique du ministère de l'Intérieur
Le Service de l'achat, de l’innovation et de la logistique du ministère de l'Intérieur (SAILMI) est un service de la direction de l'évaluation de la performance, de l'achat, des finances et de l'immobilier (DEPAFI). Créé lors de la réforme du ministère par un décret du 12 août 2013 sous le nom de Service de l'achat, de l'équipement et de la logistique de la Sécurité intérieure et l'acronyme de SAELSI, il change de nom et élargit son champ d'activité avec une nouvelle réforme fin 2019. 

## Histoire
Le SAELSI est né de la volonté d'accroître la mutualisation des services entre la police et la gendarmerie. Cette mutualisation a été élargie à la sécurité civile, faisant du SAELSI un service unique au sein du ministère de l'Intérieur, dépendant de trois directions générales. Il résulte de la fusion des services logistiques de la gendarmerie, de la police et de la sécurité civile. 
Rattaché à la direction générale de la Police nationale et relevant de l’autorité conjointe de trois directeurs généraux, le SAELSI est régi par un arrêté du 6 décembre 2013. Il assure alors, à partir du 1er janvier 2014, le recueil des besoins, la conception, l'achat, la mise à disposition et l'entretien des équipements et des moyens nécessaires à l'exercice des missions du personnel et des services de la direction générale de la Gendarmerie nationale, de la direction générale de la Police nationale et de la direction générale de la Sécurité civile et de la gestion des crises : véhicules, armement, équipements de protection, habillement, etc. 
Le SAELSI dispose d'un personnel qualifié dans les domaines suivants : armement, protection, habillement, automobile, technique, finance, logistique, recherche et veille technologique. Les responsabilités et les missions au sein du SAELSI sont alors réparties entre les différents personnels des trois forces. 
Les missions sont prioritairement menées dans une logique de mutualisation, de gains achats et de rationalisation. Cependant, dès janvier 2015, la menace terroriste fait évoluer ces orientations et définit de nouvelles priorités, afin d'optimiser la rapidité de la réponse opérationnelle. Il a fallu faire évoluer profondément et très rapidement les circuits logistiques. L’approvisionnement de matériels de protection et de riposte, adaptés aux nouvelles formes de risques, est désormais plus rapide.
Avec la réforme de septembre 2019, le service prend le nom de Service de l'achat, de l'innovation et de la logistique du ministère de l'Intérieur. Intégré à la DEPAFI, qui relève du secrétariat général du ministre, il assure ses missions pour l'ensemble du ministère dont il coordonne notamment la « fonction achat ».

## Missions
Les missions du service de l'achat, de l'innovation et de la logistique du ministère de l'Intérieur sont définies par les articles 20 à 20-4 du décret du 12 août 2013 modifié portant organisation interne du secrétariat général du ministère de l'Intérieur. 
Il travaille au profit de l'ensemble des directions générales, directions et services du ministère de l'Intérieur ainsi que des établissements publics et des autres opérateurs qui en relèvent. Pour tenir compte des besoins locaux, il est en relation constante avec les secrétariats généraux pour l’administration du ministère de l’Intérieur, les services administratifs et techniques de la police nationale et les directions territoriales de la police nationale. 
Il gère la commande publique du ministère. Il recueille les besoins auprès des services et établissements, assure la conception, l'achat et la livraison des équipements et moyens techniques des différents services.
Concrètement il définit, planifie, anticipe les besoins des services, et conçoit en particulier des équipements pour les forces de sécurité intérieure. Il achète en recherchant des gains économiques et mutualise, rationalise la gestion et la maintenance des matériels. Il anime, conseille le réseau territorial et développe la recherche et le partenariat national et international avec les universités et les filières industrielles.
Le SAILMI gère en particulier les budgets d’équipements des programmes Gendarmerie (152), Police (176) et Sécurité civile (161). assure les achats pour le compte de la direction générale de la Sécurité intérieure ; toutefois cette dernière peut organiser ses propres achats pour favoriser la confidentialité de ses démarches. 
L'un des objectifs du service est de mettre en place une organisation en mesure de s'adapter aux situations d'urgence ou de crise.
Le SAILMI coopère avec les établissements de soutien opérationnel et logistique de la Sécurité civile et de la gestion des crises.

## Organisation
Le SAILMI est organisé en un service central et quatre établissements déconcentrés.  
1. Le service central est situé à Paris (immeuble Garance).

Le service comprend :
- Le bureau de la stratégie et de la performance achat (BSPA), rattaché directement au chef de service, dont l’objectif est le développement de stratégies achat partagées et la recherche de performance achat ;
- La sous-direction de l'innovation et de la prescription (SDIP) qui favorise l’accès à l’innovation en profitant des opportunités des marchés et en améliorant le processus d’expression de besoins et de prescription ;
- La sous-direction de l'achat et du suivi de l'exécution des marchés (SDASEM) optimise l'utilisation des textes de la commande publique pour accélérer l’achat et la recherche de la performance, en garantissant la sécurité des procédures ;
- La sous-direction de la logistique et de l'approvisionnement (SDLA) vise à accélérer et simplifier l’approvisionnement et les processus afin de satisfaire les demandes des clients du SAILMI.

2. Les quatre établissements déconcentrés sont responsables des contrôles, des aménagements techniques, de la maintenance et de la logistique :
- Le centre de recherche et d'expertise de la logistique (CREL) : centre de veille technologique, de développement de nouveaux produits et laboratoire de contrôle des équipements avant décision d'achat (tests des vitrages, des tenues, des gilets pare-balles, des armes, etc).
- L'établissement central logistique de la Police nationale (ECLPN) de Limoges : chargé des aménagements spécifiques de véhicules (500/an), de l'entretien des armements, de la logistique des matériels de la Police nationale.
- Le centre national de soutien logistique (CNSL) du Blanc (Indre) : chargé de la gestion nationale des gilets pare-balles et des munitions pour la police et la gendarmerie, ainsi que de la gestion de la logistique vers les outre-mers et les OPEX.
- L'établissement de soutien opérationnel (ESO) de Jarnac : chargé de l'aménagement de petites séries de véhicules spécifiques et entretien des matériels NRBC pour les trois forces (police, gendarmerie et sécurité civile).

## Localisation
Les bureaux centraux du service sont situés (depuis début octobre 2015) à Paris.  
Le centre de recherche et d’expertise logistique est situé au Chesnay dans les Yvelines.
L’établissement central logistique de la Police nationale est situé à Limoges en Haute-Vienne.
Le centre national de soutien logistique de la Gendarmerie nationale est situé au Blanc dans l'Indre.